# Hydriomena macdunnoughi
Hydriomena macdunnoughi är en fjärilsart som beskrevs av Louis W. Swett 1918. Hydriomena macdunnoughi ingår i släktet Hydriomena och familjen mätare. Inga underarter finns listade i Catalogue of Life.